# Georg Fluckinger
Georg Fluckinger (Vienna, 1º marzo 1955) è un ex slittinista austriaco.

## Biografia
In carriera gareggiò con la nazionale austriaca sia nella specialità del singolo sia in quella nel doppio. Esordì in Coppa del Mondo nella stagione 1978/79, conquistò il primo podio, nonché la prima vittoria, il 21 gennaio 1979 nel doppio ad Imst con Karl Schrott. Trionfò in classifica generale nella specialità del doppio nell'edizione del 1981/82 in coppia con Franz Wilhelmer, mentre nel singolo come miglior risultato ottenne il terzo posto nel 1979/80.
Prese parte a tre edizioni dei Giochi olimpici invernali: a Lake Placid 1980 conquistò la medaglia di bronzo nel doppio insieme a Karl Schrott, a Sarajevo 1984 si classificò in quindicesima posizione nel singolo ed in quarta nel doppio con Franz Wilhelmer ed a Calgary 1988 concluse la sua carriera terminando al quinto posto nel doppio in coppia con Robert Manzenreiter.

## Palmarès

### Olimpiadi
- 1 medaglia:
  - 1 bronzo (doppio a Lake Placid 1980).

### Coppa del Mondo
- Miglior piazzamento in classifica generale nel singolo: 3° nel 1979/80.
- Vincitore della Coppa del Mondo nella specialità del doppio nel 1981/82.
- 18 podi (2 nel singolo, 16 nel doppio):
  - 3 vittorie (tutte nel doppio);
  - 8 secondi posti (tutti nel doppio);
  - 7 terzi posti (2 nel singolo, 5 nel doppio).

#### Coppa del Mondo - vittorie
| Data            | Luogo | Paese   | Disciplina                 |
| --------------- | ----- | ------- | -------------------------- |
| 21 gennaio 1979 | Imst  | Austria | Doppio con Karl Schrott    |
| 8 dicembre 1981 | Igls  | Austria | Doppio con Franz Wilhelmer |
| 13 gennaio 1985 | Imst  | Austria | Doppio con Franz Wilhelmer |